# Игнатова, Ружа
Ружа Пламенова Игнатова (родилась 30 мая 1980 года в Русе) — немецкая предпринимательница болгарского происхождения, наиболее известная как организатор финансовой пирамиды под видом якобы криптовалюты OneCoin, которую The Times назвала «одним из крупнейших мошенничеств в истории». В 2019 году о ней вышла серия подкастов BBC «Пропавшая криптокоролева», а в 2022 году — одноимённая книга.
С 2017 года Игнатова пропала. В начале 2019 года власти США заочно предъявили ей обвинение в мошенничестве с использованием электронных средств, мошенничестве с ценными бумагами и отмывании денег. В июне 2022 года она была включена в список десяти наиболее разыскиваемых ФБР беглецов с вознаграждением 100 тыс. долларов за информацию, которая приведёт к её аресту. Вознаграждение несколько раз повышалось и в июне 2024 года достигло 5 млн. долларов. По инициативе немецких властей Интерпол выдал постановление на арест Игнатовой.
В 2023 и 2024 годах появилась информация, что Игнатова могла быть убита в 2018 году по приказу болгарского криминального авторитета Христофороса Никоса Аманатидиса («Таки»). Изначально он подозревался в том, что укрывал её.

## Ранние годы и образование
Родилась в Русе, Болгария, в 1980 году в цыганской семье. Когда ей было десять лет, эмигрировала с родителями в Германию и часть своего детства провела в Шрамберге в земле Баден-Вюртемберг. В 2005 году получила степень доктора философии в области международного частного права в Констанцском университете, защитив диссертацию на тему «Ст. 5 EuGVO — Возможности и перспективы реформирования подсудности по месту исполнения». В своей работе рассматривала коллизионную норму lex causae. Сообщается, что она также работала консультантом в McKinsey & Company.

## Предпринимательская деятельность

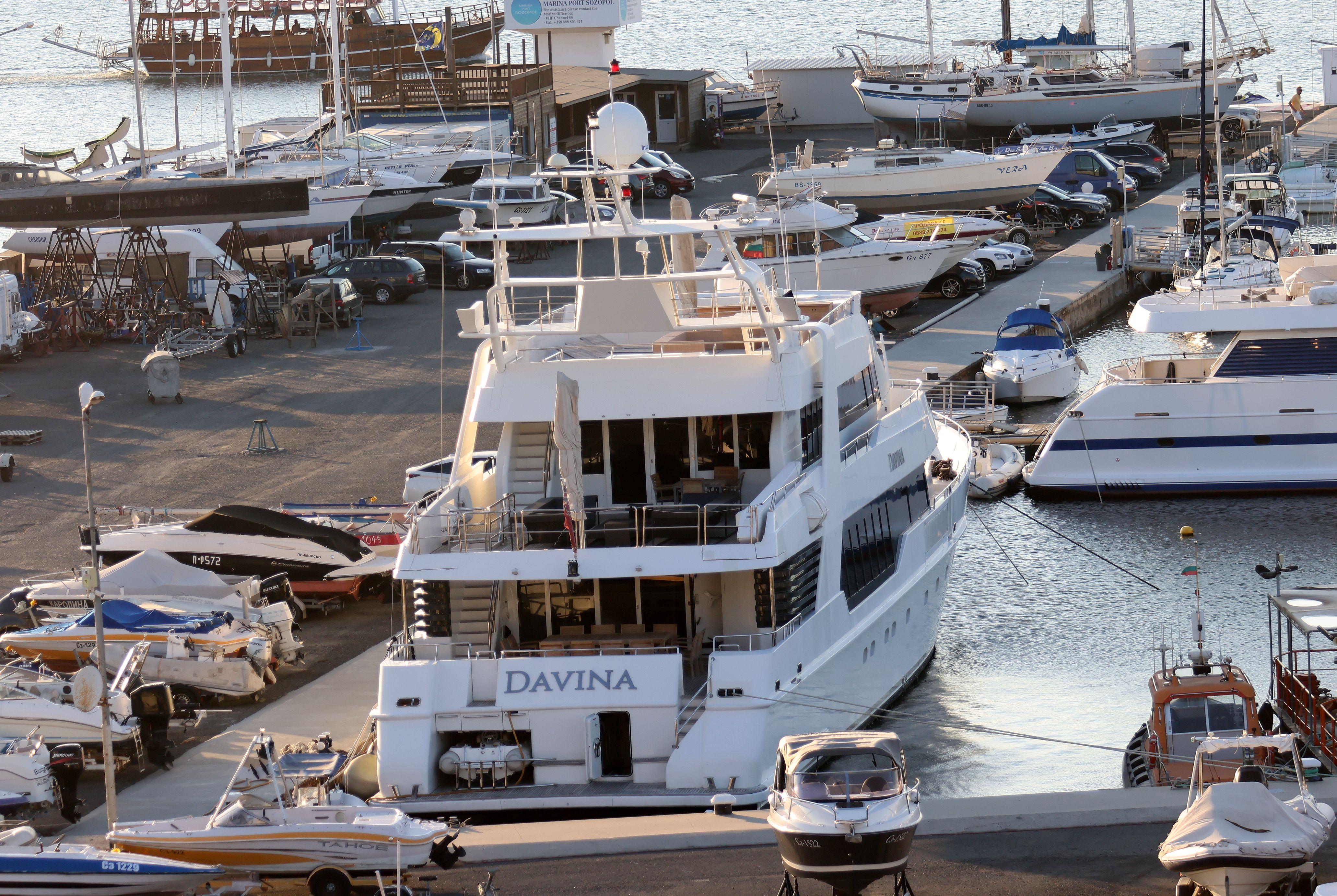
44-метровая моторная яхта Davina, принадлежащая Игнатовой, стоит на якоре в порту Созополя, Болгария. Яхта названа в честь её дочери и оценивается в 15 миллионов евро.

По данным болгарского сайта Questona.com, Ружа Игнатова была внесена в Коммерческий реестр Болгарии как руководитель не менее 30 компаний и единственный учредитель не менее пяти компаний. В период 2009—2010 годов она была членом правления и финансовым директором инвестиционного фонда CSIF, которым управляет Цветелина Борислава.
В 2012 году немецкая прокуратура обвинила Игнатову как соучастницу в мошенничестве в связи с тем, что она вместе со своим отцом Пламеном Игнатовым приобрела металлургический завод в Баварии, который в итоге обанкротился. Вопреки требованиям закона, Игнатовы не объявили банкротство. Арбитражный управляющий компании обвинил семью в краже 1 миллиона евро. Игнатову приговорили к 14 месяцам лишения свободы условно. В 2013 году она была замешана в мошеннической схеме с применением сетевого маркетинга BigCoin.
В начале 2014 года Игнатова основала фонд «Един свят» (One World Foundation), целью которого было заявлено улучшения условий для получения образования для детей и молодёжи из малообеспеченных семей. Фонд, якобы, фокусировался на улучшении качества жизни путём предоставления образования. По мнению некоторых экспертов, благотворительный фонд «Един свят» на самом деле являлся лишь частью появившейся чуть позже схемы OneCoin.
Приблизительно в середине 2014 года появилась финансовая пирамида OneCoin, которая рекламировалась как новая технология в сфере криптовалют, позволившая преодолеть присущие криптовалютам проблемы.
В декабре 2014 года Игнатова была признана бизнеследи года в Болгарии.

## Расследование и исчезновение

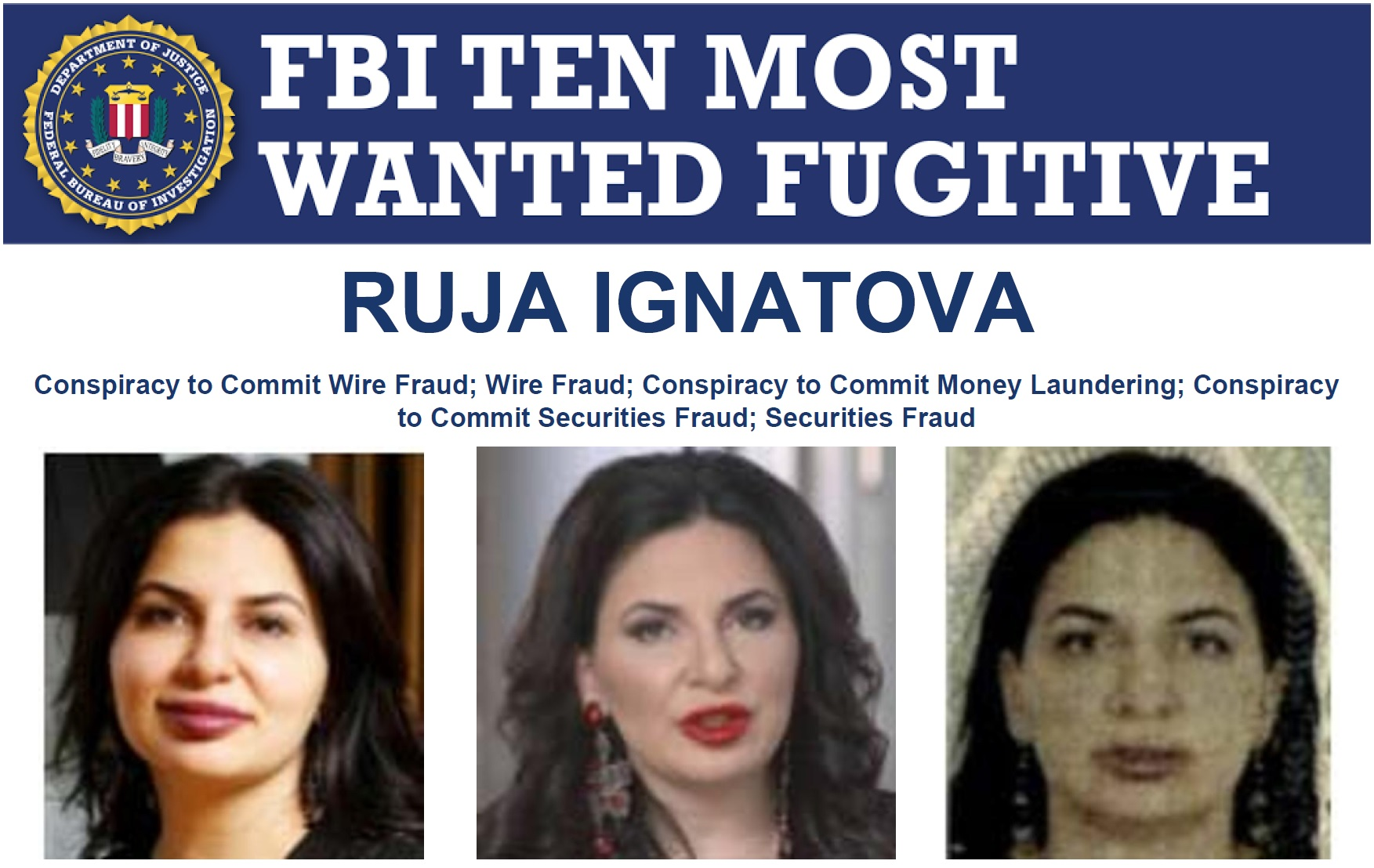
Информационный бюллетень ФБР

25 октября 2017 года Игнатова исчезла после того, как ей, предположительно, сообщили об усилении полицейских расследований в отношении OneCoin. В 2019 году её брат Константин Игнатов, который также участвовал в схеме, признал себя виновным в мошенничестве и отмывании денег.
В 2022 году прокуратура немецкого Дармштадта подтвердила расследование в отношении «юриста из Ной-Изенбурга» на предмет возможного отмывания денег: перевода Игнатовой 7,69 млн евро на один из её личных счетов в 2016 году. В январе 2022 года полиция обыскала квартиры и офисы OneCoin в Вайльбурге, Баден-Бадене, Франкфурте-на-Майне, Бад-Хомбурге, Ной-Изенбурге и Файхингене.
После этого полиция Северного Рейна-Вестфалии и Федеральное ведомство уголовной полиции Германии (BKA) объявили, что Игнатова разыскивается по обвинению в мошенничестве. BKA объявило вознаграждение в размере 5000 евро за информацию, которая поможет арестовать Игнатову. За этим последовало красное уведомление Интерпола. Европол ответил аналогично, добавив Игнатову в свой список «самых разыскиваемых»; однако Deutsche Welle отмечало, что список Европола был удалён при неизвестных обстоятельствах.
В июне 2022 года ФБР включило Игнатову в список десяти самых разыскиваемых беглецов, о чём сообщило на совместной пресс-конференции с Управлением уголовных расследований IRS и прокуратурой Южного округа Нью-Йорка. ФБР посвятило Игнатовой и делу OneCoin эпизод своего подкаста и сериала на YouTube «Внутри ФБР». Первоначально за информацию, которая может помочь арестовать Игнатову, было назначено вознаграждение в размере 100 тыс. долларов США. После нескольких повышений, в июне 2024 года вознаграждение было увеличено до 5 млн долларов США.
В интервью 2022 года спецагент ФБР Пол Робертс отмечал, что расследование бюро в отношении Игнатовой «проводилось исходя из предположения, что она всё ещё жива» и что у агентства «нет информации», которая могла бы опровергнуть это утверждение. Однако в 2023 году проект расследований болгарского сайта Bivol.bg под названием BIRD опубликовал отчёт на основе документов болгарской полиции. В нём информатор полиции передал слова Георгия Васильева, зятя болгарского наркобарона «Таки» Христофороса Аманатидиса, якобы Игнатова была убита в ноябре 2018 года по приказу Таки. Однако достоверность этих слов ставит под сомнение тот факт, что Васильев сделал своё заявление в нетрезвом состоянии. Предполагаемый убийца Христо Христов, также болгарин, отбывает наказание в голландской тюрьме за торговлю наркотиками. По словам Васильева, Игнатова была убита на борту яхты в Ионическом море, а её тело расчленили и выбросили за борт. Предполагаемым мотивом убийства было сокрытие причастности Таки к афере с OneCoin.

## Связи с организованной преступностью
После исчезновения Игнатовой в 2017 году журналистские расследования выявили возможные связи между ней и сетями организованной преступности в Болгарии. В частности, документы Европола указывают на тесные отношения с Христофоросом Никосом Амантидисом, известным как «Таки», видной фигурой в криминальных кругах Болгарии. По данным расследования, Амантидис мог отвечать за личную безопасность Игнатовой в период расцвета мошенничества OneCoin. Документы Европола также предполагают возможную связь между операциями OneCoin и деятельностью по отмыванию денег, связанной с наркоторговлей. Отношения между Игнатовой и Амантидисом поставили дополнительные вопросы о сложной инфраструктуре, поддерживающей схему OneCoin, предполагая участие, выходящее за рамки традиционного финансового мошенничества. Хотя конкретные судебные разбирательства по поводу этих связей все ещё продолжаются, эти откровения подчёркивают потенциальную глубину криминальных сетей, окружающих криптовалютную аферу. Эти выводы стали результатом расследования Би-би-си, которое изучило сложное прошлое международных финансовых операций Игнатовой и её последующее исчезновение.

## Личная жизнь
Игнатова — гражданка Германии, имела также болгарское гражданство, которого была лишена.
Игнатова была замужем за немецким юристом Бьёрном Штрелем, от которого в 2016 году родила дочь Давину.

## В массовой культуре
В 2020 году появились сообщения о том, что ведётся подготовка к созданию художественного фильма об OneCoin с рабочим названием «Фальшивый!». Согласно этим материалам, на главную роль претендовала голливудская актриса Кейт Уинслет, а сценаристом и режиссёром фильма должен был стать Скотт Бёрнс.
В 2022 году журналист-расследователь Николай Стоянов опубликовал книгу о Руже Игнатовой под названием «OneCoin: Женщина, обманувшая мир». Книгу выпустило издательство «Изток-Запад», и в ней автор описывает свои расследования в связи с компанией OneCoin, принадлежавшей Игнатовой. В том же году вышла книга британского журналиста Джейми Бартлетта под названием «Пропавшая криптокоролева» (также изданная в Болгарии издательством «Бард»).
В 2022 году на телеканале BTV вышел в эфир двухсерийный фильм журналистки Владиславы Тричковой «Ружа Игнатова — мошенничество на миллиарды». Фильм рассказывает о жизни «королевы криптовалют» с детства до её исчезновения в 2017 году.
22 октября 2022 года на Кёльнском кинофестивале состоялась мировая премьера фильма «Криптокоролева — Большая афера с OneCoin». 90-минутный документальный фильм является совместным производством компании a&o Filmproduktion GmbH Köln и телеканалов WDR и ARTE. Авторы фильма — режиссёр Иоганн фон Мирбах и журналист Süddeutsche Zeitung Филип Боверманн.